# Regional Anesthesia and Pain Medicine
Regional Anesthesia and Pain Medicine is een internationaal, aan collegiale toetsing onderworpen wetenschappelijk tijdschrift op het gebied van de anesthesiologie. De naam wordt in literatuurverwijzingen meestal afgekort tot Reg. Anesth. Pain Med. Het wordt uitgegeven door Lippincott Williams & Wilkins namens de American Society of Regional Anesthesia en verschijnt tweemaandelijks.